# WinAce
WinAce è un programma di archiviazione e compressione file. Usa il formato di file ACE, ma supporta anche altri tipi.
Esiste anche una versione ad interfaccia a riga di comando per MS-DOS chiamata Commandline ACE.

## Caratteristiche
- Compressione dei formati: ACE, ZIP, GZip, LHA, MS-CAB, JAR
- decompressione di: ACE, ZIP, LHA, MS-CAB, RAR, ARC, Arj, GZip, TAR, ZOO, JAR
- può creare archivi auto-estraenti e/o divisi in diverse parti (volumi)
- protezione con password
- controllo integrità archivi ACE, ZIP, LHA, MS-CAB, RAR, ARC, ARJ, GZip, TAR, ZOO, JAR
- riparazione archivi ACE e ZIP